# لانگلینگن
لانگلینگن (به آلمانی: Langlingen) یک شهر در آلمان است که در Celle واقع شده‌است. لانگلینگن ۲٬۳۲۸ نفر جمعیت دارد.

## خواهرخوانده
شهر چارنه خواهرخواندهٔ لانگلینگن هست.